# IBU-Junior-Cup 2019/20
Der IBU-Junior-Cup 2019/20 wurde zwischen dem 12. Dezember 2019 und dem 12. März 2020 ausgetragen. Es handelt sich um die fünfte Austragung der höchsten, von der IBU organisierten, Rennserie für Juniorinnen und Junioren im Biathlon. Aufgrund der COVID-19-Pandemie wurden die Biathlon-Junioren-Europameisterschaften nach den Sprintrennen vorzeitig beendet. Damit endete auch die Saison.
Höhepunkt der Saison waren die Biathlon-Juniorenweltmeisterschaften in der schweizerischen Lenzerheide. Diese Wettkämpfe flossen auch in die Wertung des IBU-Junior-Cups mit ein.
Gesamtsieger des IBU-Juniorcups war bei den Damen Amy Baserga und bei den Herren Niklas Hartweg. Beide kommen aus der Schweiz. Frankreich entschied sowohl beide Nationenwertungen als auch die Staffelwertung für sich.

## Austragungsorte
|  |

|  |

|  |

|  |

| Arber |

|  |

|  |

|  |

|  |

| Arber |

| Pokljuka |

| Martell |

| Hochfilzen |

| Lenzerheide |

| Pokljuka |

| Martell |

| Hochfilzen |

| Lenzerheide |

## Wettkampfkalender
| Datum                                   | Ort         | Wettkämpfe                                                      |
| --------------------------------------- | ----------- | --------------------------------------------------------------- |
| 9.–15. Dezember 2019                    | Pokljuka    | Einzel, Sprint, Single-Mixed-Staffel, Mixed-Staffel             |
| 16.–21. Dezember 2019                   | Martell     | Single-Mixed-Staffel, Mixed-Staffel, Sprint, Verfolgung         |
| 23. Januar – 2. Februar 2020 (JWM 2020) | Lenzerheide | Einzel, Staffel, Sprint, Verfolgung                             |
| 2. – 8. März 2020                       | Arber       | Super-Sprint, Sprint                                            |
| 9. – 15. März 2020 (JEM 2020)           | Hochfilzen  | Einzel, Single-Mixed-Staffel, Mixed-Staffel, Sprint, Verfolgung |

## Juniorinnen
| 1. IBU-Junior-Cup auf der Pokljuka, 9.–15. Dezember 2019 | 1. IBU-Junior-Cup auf der Pokljuka, 9.–15. Dezember 2019 | 1. IBU-Junior-Cup auf der Pokljuka, 9.–15. Dezember 2019 | 1. IBU-Junior-Cup auf der Pokljuka, 9.–15. Dezember 2019 | 1. IBU-Junior-Cup auf der Pokljuka, 9.–15. Dezember 2019 |
| -------------------------------------------------------- | -------------------------------------------------------- | -------------------------------------------------------- | -------------------------------------------------------- | -------------------------------------------------------- |
| Datum                                                    | Disziplin                                                | Erster Platz                                             | Zweiter Platz                                            | Dritter Platz                                            |
| 12. Dezember 2019 (Do.)                                  | Einzel (12,5 km)                                         | Lisa Spark                                               | Amy Baserga                                              | Beatrice Trabucchi                                       |
| 14. Dezember 2019 (Sa.)                                  | Sprint (7,5 km)                                          | Amy Baserga                                              | Paula Botet                                              | Franziska Pfnür                                          |

| 2. IBU-Junior-Cup in Martell, 16.–21. Dezember 2019 | 2. IBU-Junior-Cup in Martell, 16.–21. Dezember 2019 | 2. IBU-Junior-Cup in Martell, 16.–21. Dezember 2019 | 2. IBU-Junior-Cup in Martell, 16.–21. Dezember 2019 | 2. IBU-Junior-Cup in Martell, 16.–21. Dezember 2019 |
| --------------------------------------------------- | --------------------------------------------------- | --------------------------------------------------- | --------------------------------------------------- | --------------------------------------------------- |
| Datum                                               | Disziplin                                           | Erster Platz                                        | Zweiter Platz                                       | Dritter Platz                                       |
| 20. Dezember 2018 (Fr.)                             | Sprint (7,5 km)                                     | Daria Gembicka                                      | Amy Baserga                                         | Lea Meier                                           |
| 21. Dezember 2018 (Sa.)                             | Verfolgung (10 km)                                  | Amy Baserga                                         | Daria Gembicka                                      | Paula Botet                                         |

| 57. Biathlon-Juniorenweltmeisterschaften in Lenzerheide, 23. Januar–2. Februar 2020 | 57. Biathlon-Juniorenweltmeisterschaften in Lenzerheide, 23. Januar–2. Februar 2020 | 57. Biathlon-Juniorenweltmeisterschaften in Lenzerheide, 23. Januar–2. Februar 2020 | 57. Biathlon-Juniorenweltmeisterschaften in Lenzerheide, 23. Januar–2. Februar 2020           | 57. Biathlon-Juniorenweltmeisterschaften in Lenzerheide, 23. Januar–2. Februar 2020 |
| ----------------------------------------------------------------------------------- | ----------------------------------------------------------------------------------- | ----------------------------------------------------------------------------------- | --------------------------------------------------------------------------------------------- | ----------------------------------------------------------------------------------- |
| Datum                                                                               | Disziplin                                                                           | Erster Platz                                                                        | Zweiter Platz                                                                                 | Dritter Platz                                                                       |
| 27. Januar 2020 (Mo.)                                                               | Einzel (12,5 km)                                                                    | Anastassija Chaliullina                                                             | Milena Todorowa                                                                               | Amy Baserga                                                                         |
| 29. Januar 2020 (Mi.)                                                               | Staffel (3 × 6 km)                                                                  | FrankreichCamille Bened Laura Boucaud Lou Anne Chevat Paula Botet                   | RusslandAnastassija Chaliullina Anastassija Gorejewa Alina Kudisowa Anastassija Schewtschenko | NorwegenÅsne Skrede Mari Wetterhus Marthe Kråkstad Johansen Juni Arnekleiv          |
| 1. Februar 2019 (Sa.)                                                               | Sprint (7,5 km)                                                                     | Anastassija Schewtschenko                                                           | Åsne Skrede                                                                                   | Milena Todorowa                                                                     |
| 2. Februar 2019 (So.)                                                               | Verfolgung (10 km)                                                                  | Anastassija Schewtschenko                                                           | Åsne Skrede                                                                                   | Milena Todorowa                                                                     |

| 3. IBU-Junior-Cup am Arber, 2.–8. März 2020 | 3. IBU-Junior-Cup am Arber, 2.–8. März 2020 | 3. IBU-Junior-Cup am Arber, 2.–8. März 2020 | 3. IBU-Junior-Cup am Arber, 2.–8. März 2020 | 3. IBU-Junior-Cup am Arber, 2.–8. März 2020 |
| ------------------------------------------- | ------------------------------------------- | ------------------------------------------- | ------------------------------------------- | ------------------------------------------- |
| Datum                                       | Disziplin                                   | Erster Platz                                | Zweiter Platz                               | Dritter Platz                               |
| 6. März 2020 (Fr.)                          | Supersprint (4 km)                          | Amy Baserga                                 | Juliane Frühwirt                            | Sabrina Braun                               |
| 7. März 2020 (Sa.)                          | Sprint (7,5 km)                             | Lisa Spark                                  | Rebecca Passler                             | Kristina Oberthaler                         |

| 5. Offene Junioren-Europameisterschaften in Hochfilzen, 9–15. März 2020 | 5. Offene Junioren-Europameisterschaften in Hochfilzen, 9–15. März 2020 | 5. Offene Junioren-Europameisterschaften in Hochfilzen, 9–15. März 2020 | 5. Offene Junioren-Europameisterschaften in Hochfilzen, 9–15. März 2020 | 5. Offene Junioren-Europameisterschaften in Hochfilzen, 9–15. März 2020 |
| ----------------------------------------------------------------------- | ----------------------------------------------------------------------- | ----------------------------------------------------------------------- | ----------------------------------------------------------------------- | ----------------------------------------------------------------------- |
| Datum                                                                   | Disziplin                                                               | Erster Platz                                                            | Zweiter Platz                                                           | Dritter Platz                                                           |
| 11. März 2020 (Mi.)                                                     | Einzel (12,5 km)                                                        | Anna Gandler                                                            | Amina Ivanova                                                           | Joanna Jakieła                                                          |
| 12. März 2020 (Do.)                                                     | Sprint (7,5 km)                                                         | Ekaterina Bech                                                          | Laura Boucaud                                                           | Anastassija Schewtschenko                                               |
| 15. März 2020 (So.)                                                     | Verfolgung (10 km)                                                      | Aufgrund der COVID-19-Pandemie abgesagt.                                | Aufgrund der COVID-19-Pandemie abgesagt.                                | Aufgrund der COVID-19-Pandemie abgesagt.                                |

## Junioren
| 1. IBU-Junior-Cup auf der Pokljuka, 9.–15. Dezember 2019 | 1. IBU-Junior-Cup auf der Pokljuka, 9.–15. Dezember 2019 | 1. IBU-Junior-Cup auf der Pokljuka, 9.–15. Dezember 2019 | 1. IBU-Junior-Cup auf der Pokljuka, 9.–15. Dezember 2019 | 1. IBU-Junior-Cup auf der Pokljuka, 9.–15. Dezember 2019 |
| -------------------------------------------------------- | -------------------------------------------------------- | -------------------------------------------------------- | -------------------------------------------------------- | -------------------------------------------------------- |
| Datum                                                    | Disziplin                                                | Erster Platz                                             | Zweiter Platz                                            | Dritter Platz                                            |
| 12. Dezember 2019 (Do.)                                  | Einzel (15 km)                                           | Niklas Hartweg                                           | Daniil Serochwostow                                      | Max Barchewitz                                           |
| 14. Dezember 2019 (Sa.)                                  | Sprint (10 km)                                           | Didier Bionaz                                            | Julian Hollandt                                          | Niklas Hartweg                                           |

| 2. IBU-Junior-Cup in Martell, 16.–21. Dezember 2019 | 2. IBU-Junior-Cup in Martell, 16.–21. Dezember 2019 | 2. IBU-Junior-Cup in Martell, 16.–21. Dezember 2019 | 2. IBU-Junior-Cup in Martell, 16.–21. Dezember 2019 | 2. IBU-Junior-Cup in Martell, 16.–21. Dezember 2019 |
| --------------------------------------------------- | --------------------------------------------------- | --------------------------------------------------- | --------------------------------------------------- | --------------------------------------------------- |
| Datum                                               | Disziplin                                           | Erster Platz                                        | Zweiter Platz                                       | Dritter Platz                                       |
| 20. Dezember 2018 (Fr.)                             | Sprint (10 km)                                      | Niklas Hartweg                                      | Guillaume Desmus                                    | Tommaso Giacomel                                    |
| 21. Dezember 2018 (Sa.)                             | Verfolgung (12,5 km)                                | Tommaso Giacomel                                    | Niklas Hartweg                                      | Patrick Braunhofer                                  |

| 57. Biathlon-Juniorenweltmeisterschaften in Lenzerheide, 23. Januar–2. Februar 2020 | 57. Biathlon-Juniorenweltmeisterschaften in Lenzerheide, 23. Januar–2. Februar 2020 | 57. Biathlon-Juniorenweltmeisterschaften in Lenzerheide, 23. Januar–2. Februar 2020 | 57. Biathlon-Juniorenweltmeisterschaften in Lenzerheide, 23. Januar–2. Februar 2020 | 57. Biathlon-Juniorenweltmeisterschaften in Lenzerheide, 23. Januar–2. Februar 2020   |
| ----------------------------------------------------------------------------------- | ----------------------------------------------------------------------------------- | ----------------------------------------------------------------------------------- | ----------------------------------------------------------------------------------- | ------------------------------------------------------------------------------------- |
| Datum                                                                               | Disziplin                                                                           | Erster Platz                                                                        | Zweiter Platz                                                                       | Dritter Platz                                                                         |
| 27. Januar 2020 (Mo.)                                                               | Einzel (15 km)                                                                      | Max Barchewitz                                                                      | Vebjørn Sørum                                                                       | Sebastian Stalder                                                                     |
| 29. Januar 2020 (Mi.)                                                               | Staffel (4 × 7,5 km)                                                                | RusslandKirill Baschin Daniil Serochwostow Wadim Istamgulow Said Karimulla Chalili  | DeutschlandMax Barchewitz Tim Grotian Julian Hollandt Danilo Riethmüller            | FrankreichThomas Briffaz Guillaume Desmus Martin Bourgeois République Sébastien Mahon |
| 1. Februar 2019 (Sa.)                                                               | Sprint (10 km)                                                                      | Vebjørn Sørum                                                                       | Jakub Štvrtecký                                                                     | Dsmitryj Lasouski                                                                     |
| 2. Februar 2019 (So.)                                                               | Verfolgung (12,5 km)                                                                | Danilo Riethmüller                                                                  | Said Karimulla Chalili                                                              | Alex Cisar                                                                            |

| 3. IBU-Junior-Cup am Arber, 2.–8. März 2020 | 3. IBU-Junior-Cup am Arber, 2.–8. März 2020 | 3. IBU-Junior-Cup am Arber, 2.–8. März 2020 | 3. IBU-Junior-Cup am Arber, 2.–8. März 2020 | 3. IBU-Junior-Cup am Arber, 2.–8. März 2020 |
| ------------------------------------------- | ------------------------------------------- | ------------------------------------------- | ------------------------------------------- | ------------------------------------------- |
| Datum                                       | Disziplin                                   | Erster Platz                                | Zweiter Platz                               | Dritter Platz                               |
| 6. März 2020 (Fr.)                          | Supersprint (4 km)                          | Alex Cisar                                  | Niklas Hartweg                              | Dominic Unterweger                          |
| 7. März 2020 (Sa.)                          | Sprint (10 km)                              | Niklas Hartweg                              | Václav Červenka                             | Magnus Oberhauser                           |

| 5. Offene Junioren-Europameisterschaften in Hochfilzen, 9–15. März 2020 | 5. Offene Junioren-Europameisterschaften in Hochfilzen, 9–15. März 2020 | 5. Offene Junioren-Europameisterschaften in Hochfilzen, 9–15. März 2020 | 5. Offene Junioren-Europameisterschaften in Hochfilzen, 9–15. März 2020 | 5. Offene Junioren-Europameisterschaften in Hochfilzen, 9–15. März 2020 |
| ----------------------------------------------------------------------- | ----------------------------------------------------------------------- | ----------------------------------------------------------------------- | ----------------------------------------------------------------------- | ----------------------------------------------------------------------- |
| Datum                                                                   | Disziplin                                                               | Erster Platz                                                            | Zweiter Platz                                                           | Dritter Platz                                                           |
| 11. März 2020 (Mi.)                                                     | Einzel (15 km)                                                          | Vítězslav Hornig                                                        | Alex Cisar                                                              | Patrick Braunhofer                                                      |
| 12. März 2020 (Do.)                                                     | Sprint (10 km)                                                          | Alex Cisar                                                              | Vítězslav Hornig                                                        | Niklas Hartweg                                                          |
| 15. März 2020 (So.)                                                     | Verfolgung (12,5 km)                                                    | Aufgrund der COVID-19-Pandemie abgesagt.                                | Aufgrund der COVID-19-Pandemie abgesagt.                                | Aufgrund der COVID-19-Pandemie abgesagt.                                |

## Mixed
| 1. IBU-Cup in Pokljuka, 9.–15. Dezember 2019 | 1. IBU-Cup in Pokljuka, 9.–15. Dezember 2019   | 1. IBU-Cup in Pokljuka, 9.–15. Dezember 2019             | 1. IBU-Cup in Pokljuka, 9.–15. Dezember 2019                   | 1. IBU-Cup in Pokljuka, 9.–15. Dezember 2019                                        |
| -------------------------------------------- | ---------------------------------------------- | -------------------------------------------------------- | -------------------------------------------------------------- | ----------------------------------------------------------------------------------- |
| Datum                                        | Disziplin                                      | Erster Platz                                             | Zweiter Platz                                                  | Dritter Platz                                                                       |
| 15. Dezember 2018 (So.)                      | Single-Mixed-Staffel (4 × 3 km + 1,5 km) (W-M) | FrankreichPaula Botet Sébastien Mahon                    | SlowenienNika Vindišar Alex Cisar                              | ItalienRebecca Passler Michele Molinari                                             |
| 15. Dezember 2019 (So.)                      | Mixed-Staffel (4 × 6 km) (W-M)                 | SchweizLea Meier Amy Baserga Laurin Fravi Niklas Hartweg | DeutschlandLisa Spark Sabrina Braun Max Barchewitz Tim Grotian | RusslandAnastassija Chaliullina Ksenia Dowgaja Daniil Serochwostow Wadim Istamgulow |

| 2. IBU-Cup in Martell, 16.–21. Dezember 2019 | 2. IBU-Cup in Martell, 16.–21. Dezember 2019   | 2. IBU-Cup in Martell, 16.–21. Dezember 2019                         | 2. IBU-Cup in Martell, 16.–21. Dezember 2019                            | 2. IBU-Cup in Martell, 16.–21. Dezember 2019                     |
| -------------------------------------------- | ---------------------------------------------- | -------------------------------------------------------------------- | ----------------------------------------------------------------------- | ---------------------------------------------------------------- |
| Datum                                        | Disziplin                                      | Erster Platz                                                         | Zweiter Platz                                                           | Dritter Platz                                                    |
| 18. Dezember 2018 (Mi.)                      | Single-Mixed-Staffel (4 × 3 km + 1,5 km) (M-W) | SchweizNiklas Hartweg Lea Meier                                      | ItalienMichele Molinari Rebecca Passler                                 | DeutschlandJulian Hollandt Selina Marie Kastl                    |
| 18. Dezember 2019 (Mi.)                      | Mixed-Staffel (4 × 7,5 km) (M-W)               | FrankreichSébastien Mahon Guillaume Desmus Laura Boucaud Paula Botet | ItalienDidier Bionaz Tommaso Giacomel Samuela Comola Beatrice Trabucchi | DeutschlandMax Barchewitz Tim Grotian Sabrina Braun Luise Müller |

| 5. Offene Junioreneuropameisterschaften in Hochfilzen, 9.–15. März 2020 | 5. Offene Junioreneuropameisterschaften in Hochfilzen, 9.–15. März 2020 | 5. Offene Junioreneuropameisterschaften in Hochfilzen, 9.–15. März 2020 | 5. Offene Junioreneuropameisterschaften in Hochfilzen, 9.–15. März 2020 | 5. Offene Junioreneuropameisterschaften in Hochfilzen, 9.–15. März 2020 |
| ----------------------------------------------------------------------- | ----------------------------------------------------------------------- | ----------------------------------------------------------------------- | ----------------------------------------------------------------------- | ----------------------------------------------------------------------- |
| Datum                                                                   | Disziplin                                                               | Erster Platz                                                            | Zweiter Platz                                                           | Dritter Platz                                                           |
| 14. März 2020 (Sa.)                                                     | Single-Mixed-Staffel (4 × 3 km + 1,5 km) (M-W)                          | Aufgrund der COVID-19-Pandemie abgesagt.                                | Aufgrund der COVID-19-Pandemie abgesagt.                                | Aufgrund der COVID-19-Pandemie abgesagt.                                |
| 14. März 2020 (Sa.)                                                     | Mixed-Staffel (4 × 7,5 km) (M-W)                                        | Aufgrund der COVID-19-Pandemie abgesagt.                                | Aufgrund der COVID-19-Pandemie abgesagt.                                | Aufgrund der COVID-19-Pandemie abgesagt.                                |